# Arudsch

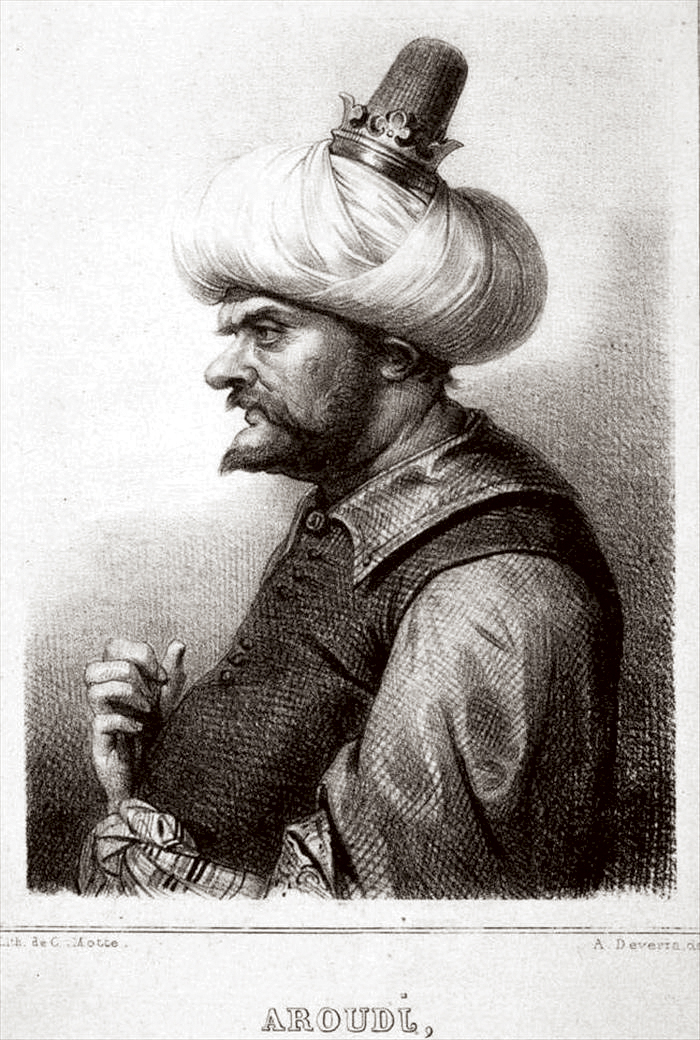
Baba Arudsch, Lithografie von Charles Motte nach Achille Devéria

Arudsch, genannt Baba Arudsch oder von den Europäern Barbarossa bzw. Barbarossa Horuk (türkisch Oruç, arabisch عروج بربروس ʿArūdsch Barbarūsch; * 1473 oder 1474 in Mytilini auf Lesbos; † 1518 bei Tlemcen), war ein bedeutender osmanischer Korsar im westlichen Mittelmeer und Herrscher von Algier.
Der Name Barbarossa, eigentlich Barberousse, leitet sich nicht – wie bei Kaiser Friedrich Barbarossa – von einem rötlichen Bart ab, sondern ist eine französische Verballhornung des türkischen Ehrentitels Baba Oruç, deutsch „Vater Arudsch“, den er sich durch die Rettung der, durch die Inquisition verfolgten, spanischen Juden und Muslime und deren anschließender Ansiedlung in Nordafrika und in Küstengebieten um Konstantinopel erwarb.
Arudsch wurde 1473/74 in Mytilini auf Lesbos, als Sohn eines türkischen Kavallerieoffiziers und seiner griechischen Frau geboren. Nach einigen Kommandos in der osmanischen und ägyptischen Flotte der Mameluken kam er 1504 ins westliche Mittelmeer, wo er als Korsar mit schnellen Fustas (kleinen Galeeren) im Bündnis mit den Hafsiden von Tunis erfolgreich den christlichen Handel angriff (siehe: Barbareskenstaaten).
Der Emir von Algier bat Arudsch 1515 um Hilfe im Kampf gegen die Spanier. Arudsch vertrieb die Spanier aus Algerien, ermordete wenig später den Emir und ernannte sich zum neuen Herrscher von Algerien. Er unterwarf auch die Nachbargebiete, wobei er mit Spanien in den Kampf um Tlemcen geriet, als die dort regierenden Abdalwadiden die spanische Oberhoheit anerkannten. Arudsch verlor seine linke Hand im August 1512 in einem Gefecht mit Spaniern um Bougie (Algerien) und trug danach eine silberne Prothese, was ihm zu dem Beinamen Silberarm (türkisch Gümüş Kol) verhalf. Er fiel 1518 vor Tlemcen gegen die Spanier. Nachfolger in Algier wurde sein Bruder Khair ad-Din Barbarossa.

## Andenken
Die türkische Marine hat eine ihrer modernsten Fregatten nach Arudsch benannt. Außerdem ist eine britisch-türkische U-Boot-Klasse und das türkische Explorationsschiff Oruç Reis nach ihm benannt.